# Cantareira (Niterói)

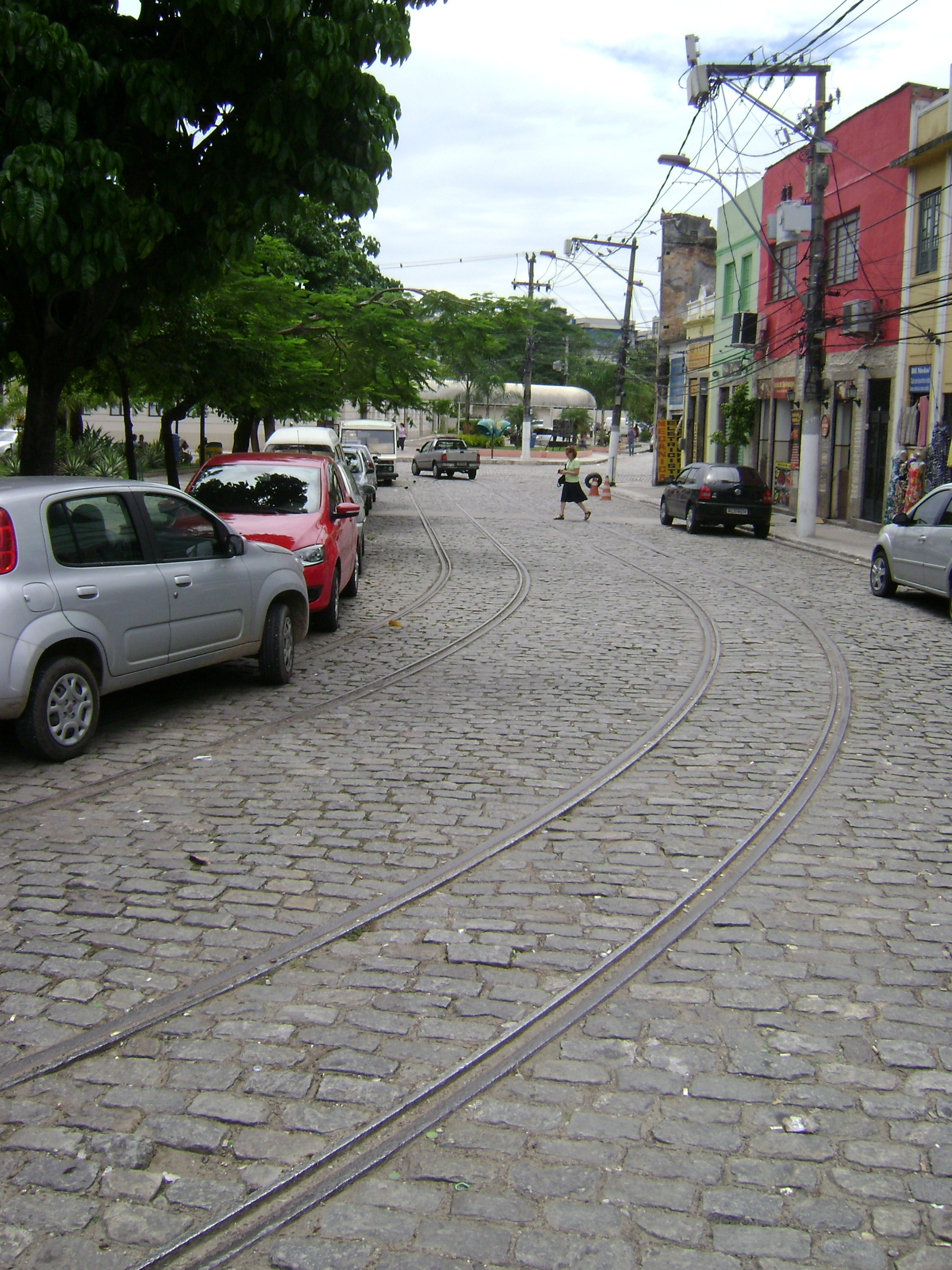
Ainda se podem encontrar trilhos de bonde espalhados em trechos de ruas da Cantareira.

Cantareira é um sub-bairro bastante popular e movimentado do município de Niterói, no Grande Rio. Corresponde a uma região que compreende a Praça Leoni Ramos e seus arredores, no histórico bairro de São Domingos, na Zona Sul da cidade, vizinho ao Centro.
Abriga o espaço cultural Estação Cantareira — em um edifício histórico cujo nome se estendeu ao lugar —, restaurado e adaptado a esse fim. A praça recebeu oficialmente o nome de "Praça Leoni Ramos", em homenagem ao prefeito Carolino de Leoni Ramos, que concluiu melhorias naquele logradouro no outrora denominado largo de São Domingos — também chamado de largo do Palacete, devido ao prédio, hoje extinto, que chegou a hospedar o rei D. João VI e depois recebeu as primeiras reuniões da Câmara Municipal.
A Cantareira é popularmente também chamada de "Lapa de Niterói", em comparação ao bairro da Lapa na cidade do Rio de Janeiro, reduto da boêmia carioca, à medida que em volta da praça há vários bares, pubs e restaurantes em seus casarões históricos, que reúnem jovens e estudantes, principalmente das faculdades da Universidade Federal Fluminense. Nas vizinhanças, nas casas do bairro de São Domingos, atualmente funcionam dezenas de atelieres de artes plásticas, formando um corredor cultural e artístico, que ao seu modo, e de maneira espontânea, lembra o bairro carioca de Santa Teresa, reforçando o perfil cultural à área.

## Antigo Largo São Domingos

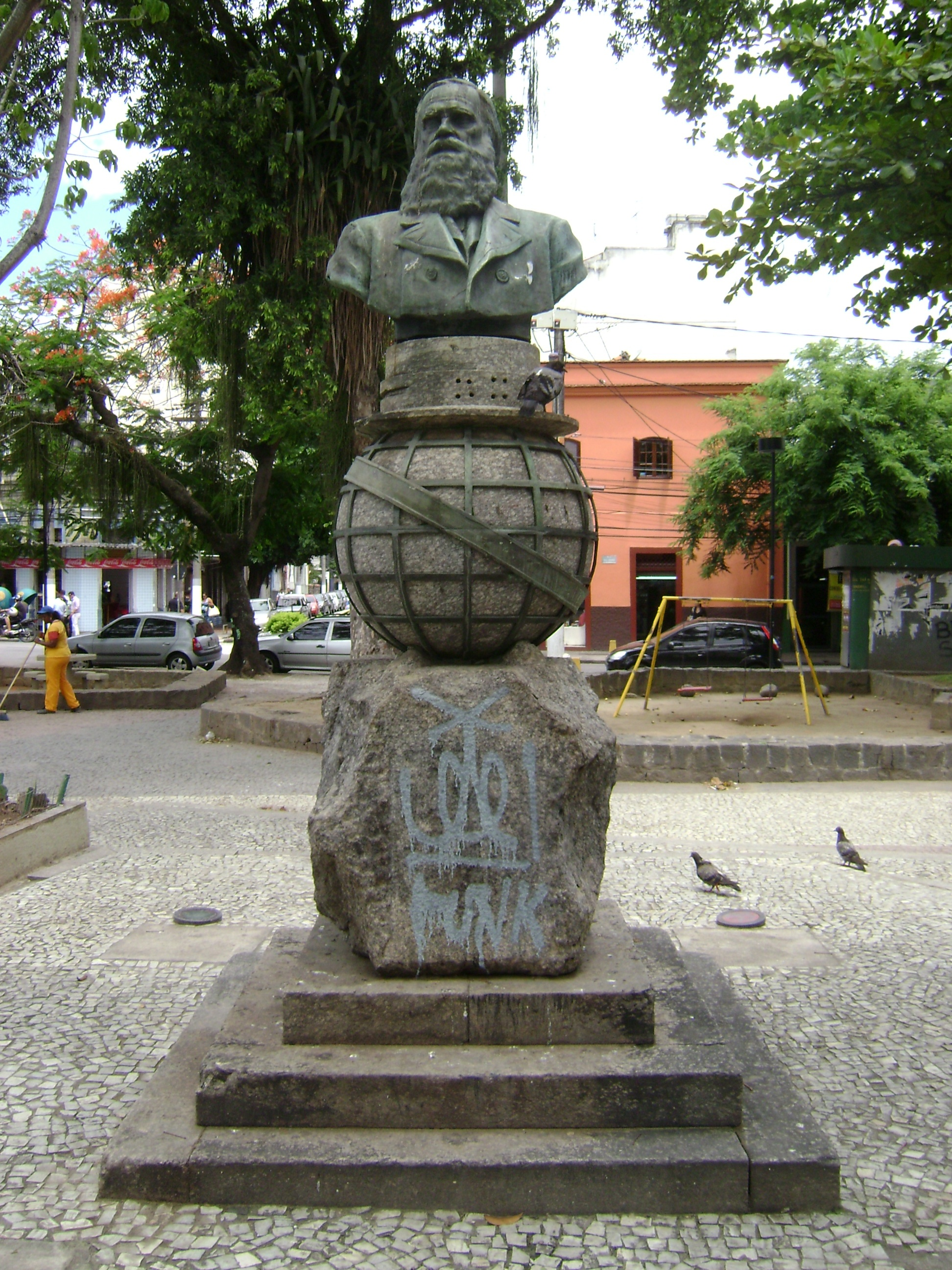
Busto de Dom Pedro II na praça Leoni Ramos.

Com a elevação em Vila das localidades do outro lado da Baía de Guanabara pelo rei D. João VI, o Álvaro Régio estabelecia que a sede da nova vila deveria ser erguida “no lugar chamado de São Domingos da Praia Grande”. Mesmo não tendo sido escolhido como sede da Vila - em virtude do pequeno espaço do Largo de São Domingos, atual praça Leoni Ramos, para erigir o Pelourinho, a Casa da Câmara e Cadeia e a Capela, a sede da Vila foi deslocada para outro local, o atual Centro de Niterói - por todo o século XIX e início do século XX continuou sendo um dos locais de grande importância à cidade de Niterói.
Em torno do Largo de São Domingos, prédios residenciais foram construídos, abrigando o endereço de diversos nomes ilustres da Província, como José de Bonifácio, etc. Também no bairro, considerado um subúrbio do Centro de Niterói e mesmo do Rio no Século XIX, estabeleceram-se negócios como armazéns de secos e molhados, boticas, armarinhos, colégios, hospital, hotéis e pensões, gráficas e outros. O grande movimento de passageiros e mercadorias entre o Rio e Niterói, especialmente após a elevação da Vila à cidade e capital da Província do Rio de Janeiro, passou a existir através da concessão do serviço de navegação de barcos a vapor, que atracavam para embarque e desembarque no Largo de São Domingos. Possuidor de uma forte feição residencial, empresas estrangeiras (inglesas e alemãs) estabelecidas no Rio de Janeiro escolheram São Domingos e os atuais bairros vizinhos como local de moradia de seus alto funcionários, completando o casario que ficou para posteridade.
Com a expansão urbana em direção a outros pontos, principalmente aos bairros da Zona Sul (Ingá, Icaraí, São Francisco, etc), ocorreu uma certa estagnação no bairro, reforçada com o fim do bondes elétricos, cujas linhas passavam obrigatoriamente pela Praça, para que somente ao fim da década de 1990 começou a apresentar sinais de reversão. Essa estagnação fez preservar o casario, agora ameaçado pelo descaso da administração pública e recente especulação imobiliária à medida que o bairro se revalorizou.

## Estação Cantareira
O nome "Cantareira" deve-se ao Portal da Cantareira, a denominação usada para as fachadas do prédio nas ruínas remanescentes do antigo estaleiro e estação das barcas da Companhia Cantareira e Viação Fluminense, em seu tempo oficialmente denominada Oficinas Rodrigues Alves, também conhecida de Oficina Cantareira, em frente a praça Leoni Ramos. A Oficina Cantareira passou décadas sendo subutilizado após incêndio em 1959, provocado pela Revolta das Barcas, e na década de 1970 com a construção do Aterro da Praia Grande, inutilizando-a como estaleiro, passando então a servir como garagem de bondes e depois de ônibus da companhia pública estadual Companhia de Transportes Coletivo - CTC.

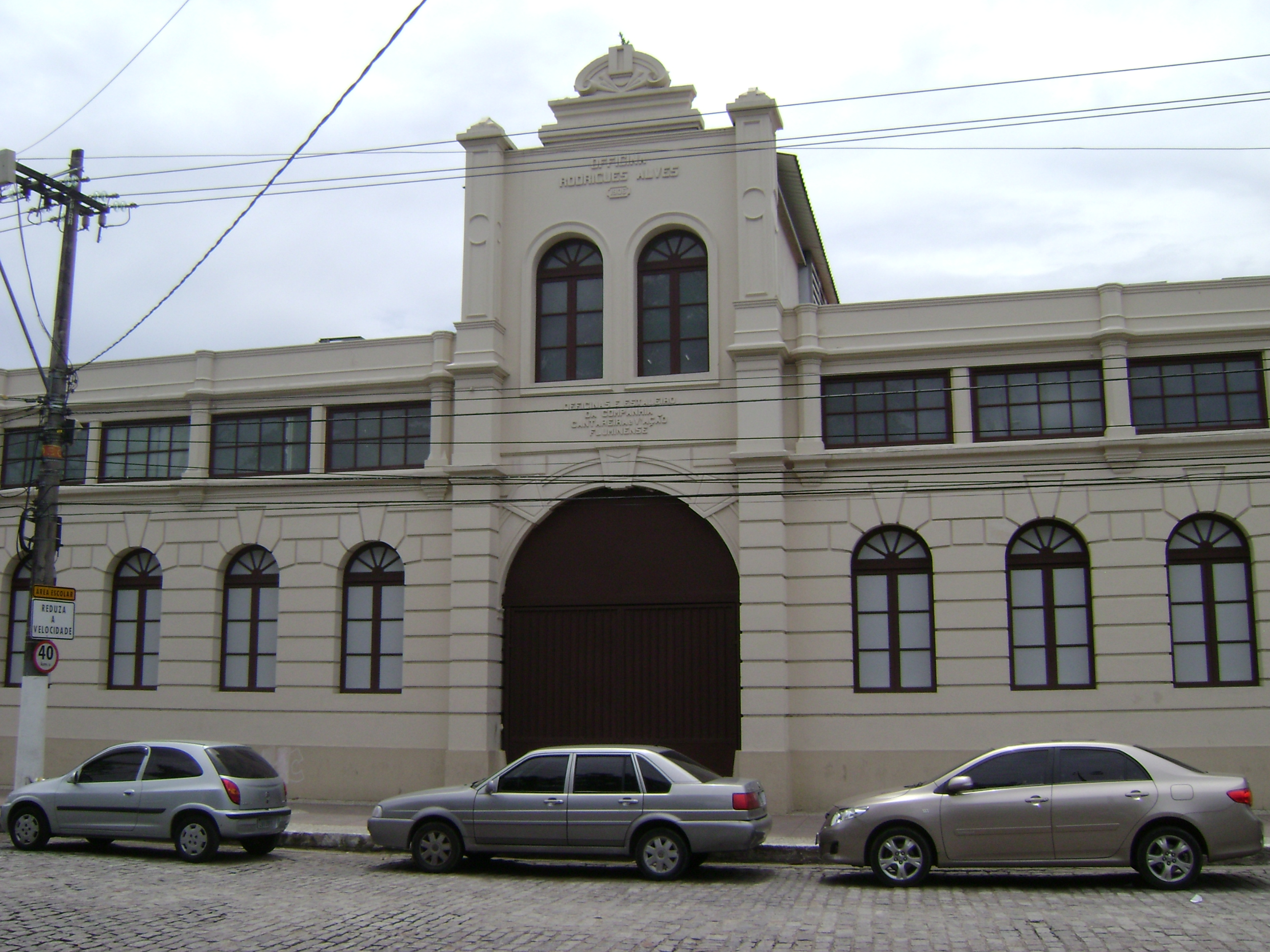
Espaço Cantareira após a restauração.

A partir da década de 1990, os antigos casarões do entorno do antigo Largo de São Domingos, atual praça Leoni Ramos, passaram a transformar-se em bares e restaurantes, devido à presença do Campus do Gragoatá da Universidade Federal Fluminense inaugurado no início dessa década em terreno fronteiro ao das "ruínas-garagem". Na sequência, o terreno do Portal Cantareira passa a abrigar um espaço cultural, a Estação Cantareira, que viu surgir movimentos culturais importantes na cidade como Movimento Pop Goiaba, Arte Jovem Brasileira e Arariboia Rock, gerando uma forte vida cultural e boêmia que ajudou na revitalização do bairro de São Domingos.
Após interferência da Prefeitura Municipal, o prédio passou por intensa restauração para reconstituir o edifício e adaptá-lo para abrigar um centro cultural. Contudo, no momento o Espaço Cantareira está ocioso, ao invés de alojar a Companhia Municipal de Ballet de Niterói e também destinar dias de sua programação voltada às pautas sociais e aos artistas locais como estava planejado.

## Cultura e lazer
O bairro tem vida noturna agitada com vários bares que cercam a praça Leoni Ramos, muito frequentada por universitários, especialmente da UFF, com grande movimentação em todas as quintas-feiras do mês e diversas atividades culturais semanalmente, que deram à Cantareira o apelido de "Lapa de Niterói", em alusão à Lapa (bairro do Rio de Janeiro). A antiga Estação Cantareira, que já abrigou muitas atividades culturais e shows, foi transformada em polo de cultura (no momento está fechada). Ao seu lado, foi erguido o edifício projetado para sediar o Museu Petrobras de Cinema, ainda não inaugurado devido a impasses da administração municipal, uma obra que faz parte do Caminho Niemeyer e foi projetado pelo próprio arquiteto que dá nome ao complexo. Também são muitos os ateliês de artistas plásticos e artesãos que anualmente promovem a mostra "São Domingos de Portas Abertas", onde os visitantes podem conhecer de perto os trabalhos feitos nos ateliês, lembrando em muito o que ocorre com o bairro carioca de Santa Teresa.